# Mabel Trunnelle
Mabel Trunnelle est une actrice américaine, née le 8 novembre 1879 à Dwight (Illinois), morte le 29 avril 1981  à Glendale (Californie).   

## Biographie
Mabel Trunnelle était l'épouse de l'acteur Herbert Prior (1867-1954).

## Filmographie
- 1909 : The Prince and the Pauper
- 1909 : Nursing a Viper : Victimized Woman
- 1909 : The Light That Came : At the Ball
- 1909 : Two Women and a Man : A Show Girl
- 1910 : A Unselfish Love
- 1910 : The Princess and the Peasant
- 1911 : In the Days of Chivalry
- 1911 : The Doctor
- 1911 : Silver Threads Among the Gold
- 1911 : The Haunted Sentinel Tower
- 1911 : The Quarrel on the Cliff
- 1911 : Van Bibber's Experiment
- 1911 : How Willie Raised Tobacco
- 1911 : The Star Spangled Banner
- 1911 : The Doomed Ship
- 1911 : The Battle of Bunker Hill
- 1911 : Venom of the Poppy
- 1911 : At Jones Ferry
- 1911 : Under the Tropical Sun
- 1911 : The Lighthouse by the Sea
- 1911 : The Sheriff
- 1911 : The Sailor's Love Letter
- 1911 : The Big Dam
- 1911 : Mary's Masquerade : Mary
- 1911 : How Mrs. Murray Saved the American Army
- 1911 : Three of a Kind
- 1911 : A Modern Cinderella
- 1911 : A Perilous Ride
- 1911 : Pull for the Shore, Sailor!
- 1911 : Keeping Mabel Home
- 1911 : Buckskin Jack, the Earl of Glenmore
- 1911 : The Sign of the Three Labels
- 1911 : How Sir Andrew Lost His Vote
- 1911 : The Actress
- 1911 : Will You Marry Me?
- 1912 : Gossip
- 1912 : His Fate's Rehearsal
- 1912 : Next, de George Loane Tucker
- 1912 : Spare the Rod
- 1912 : A Mother's Sacrifice
- 1912 : An Old Lady of Twenty
- 1912 : Lucky Man
- 1912 : A Game for Two
- 1912 : Arresting Father
- 1912 : His Step-Mother
- 1912 : Petticoat Perfidy
- 1912 : Strip Poker
- 1912 : Does Your Wife Love You?
- 1912 : The Best Man Wins
- 1912 : The Closed Bible
- 1912 : The Unwilling Bigamist
- 1912 : The Better Influence
- 1912 : Leap Year
- 1912 : The Eternal Masculine
- 1912 : The Lighthouse Keeper's Daughter
- 1912 : Comment Washington traversa le Delaware (How Washington Crossed the Delaware)
- 1912 : The Return of Life
- 1912 : Not on the Programme
- 1912 : Down and Out
- 1912 : The Silent Call
- 1912 : Tomboy
- 1912 : Buncoed
- 1912 : Dogs
- 1912 : Stage Struck Mamie
- 1912 : The Little Quakeress : Patience
- 1912 : Papa's Double
- 1912 : Getting Rich Quick
- 1912 : The Flat Upstairs
- 1912 : The Lost Messenger
- 1912 : Farmer Allen's Daughter
- 1912 : A Higher Thought
- 1912 : A Game of Chess
- 1912 : The New Butler
- 1912 : A Disputed Claim
- 1912 : Mabel's Beau : Mabel
- 1912 : Willie's Dog
- 1912 : Lola's Sacrifice : Lola
- 1912 : Thorns of Success : Mrs. Robert Vale
- 1912 : Mary's Chauffeur : Mary
- 1912 : The Butterfly
- 1912 : A Garrison Joke
- 1912 : The Winner and the Spoils
- 1912 : All for Jim
- 1912 : All for Him
- 1912 : Captain Ben's Yarn
- 1912 : The Tree Imp
- 1912 : A Woman Alone
- 1912 : Hazel Kirke : Hazel Kirke
- 1912 : Two of a Kind
- 1912 : The Crime of Carelessness
- 1913 : The Running Away of Doris
- 1913 : An Unsullied Shield, de Charles Brabin
- 1913 : The Actress
- 1913 : The Maid of Honor
- 1913 : The Man He Might Have Been
- 1913 : A Day That Is Dead
- 1913 : The Phantom Ship
- 1913 : The Governess
- 1913 : The Doctor's Photograph
- 1913 : The Ranch Owner's Love-Making
- 1913 : Ann : Ann
- 1913 : The Lost Deed
- 1913 : Jan Vedder's Daughter
- 1913 : The Unprofitable Boarder
- 1913 : The Duke's Dilemma
- 1913 : Jones Goes Shopping
- 1913 : The New Pupil
- 1913 : The Golden Wedding
- 1913 : The Two Merchants
- 1913 : Othello in Jonesville
- 1913 : Two Little Kittens
- 1913 : A Taste of His Own Medicine
- 1913 : Dolly Varden
- 1913 : By Fire and Water
- 1913 : Starved Out
- 1913 : Caste (film) : Polly Eccles
- 1913 : The Great Physician
- 1913 : Why Girls Leave Home
- 1913 : The Family Honor
- 1913 : Janet of the Dunes : Mother / Daughter
- 1913 : The Haunted Bedroom
- 1914 : A Question of Identity : Lois Norton
- 1914 : The Mexican's Gratitude
- 1914 : Meg o' the Mountains : Meg
- 1914 : The Lost Melody
- 1914 : The Everlasting Triangle : Kate, the Woman
- 1914 : Bottle's Baby : Grace Gilchrist
- 1914 : A Night at the Inn
- 1914 : The Message of the Sun Dial
- 1914 : The Lovely Señorita
- 1914 : His Wife
- 1914 : The Message in the Rose
- 1914 : A Romance of the Everglades
- 1914 : Across the Burning Trestle
- 1914 : A Gypsy Madcap
- 1914 : The Girl of the Open Road
- 1914 : The Rose at the Door
- 1914 : The Vanishing of Olive
- 1914 : Olive Is Dismissed
- 1914 : The Lesson of the Flames
- 1915 : Young Mrs. Winthrop
- 1915 : The Tragedies of the Crystal Globe
- 1915 : Olive and the Burglar
- 1915 : Olive's Other Self
- 1915 : Olive's Manufactured Mother
- 1915 : Olive in the Madhouse
- 1915 : Olive and the Heirloom
- 1915 : Olive's Greatest Opportunity
- 1915 : Out of the Ruins
- 1915 : The Wrong Woman
- 1915 : Eugene Aram : Madeline Lester
- 1915 : Shadows from the Past : Mary Fitz Allen
- 1915 : Ranson's Folly : Mary Cahill
- 1915 : The Magic Skin : Pauline Gardin
- 1915 : The Destroying Angel : Mary Ladislas
- 1916 : The Heart of the Hills : Hester
- 1916 : The Martyrdom of Philip Strong : Sarah Strong
- 1916 : A Message to Garcia : Dolores
- 1917 : The Master Passion : Julia Long
- 1917 : Where Love Is : Mrs. Constance Deering
- 1917 : The Ghost of Old Morro : Mercedes
- 1917 : The Grell Mystery : Lola
- 1918 : Power
- 1922 : Singed Wings : Eve Gordon
- 1923 : The Love Trap : Rosalie